# The Higher Toll
The Higher Toll è un cortometraggio muto del 1911 diretto da George Melford che ha nel cast, oltre allo stesso regista, Carlyle Blackwell, Alice Joyce e Jane Wolfe.

## Produzione
Il film fu prodotto dalla Kalem Company.

## Distribuzione
Distribuito dalla General Film Company, il film - un cortometraggio di una bobina - uscì nelle sale cinematografiche statunitensi il 27 dicembre 1911.